# Manuel Anzuela Montoya
Manuel Anzuela Montoya (Fontecha, 17 de junio de 1892 - Haro, 27 de marzo de 1961) fue un escultor y maestro español.

## Biografía
De padre cantero nació en Fontecha, aunque desde sus primeros años vivió en Haro, lugar donde realizó sus estudios primarios, pasando después a estudiar dadas su inquietudes artísticas en la Escuela de Artes y Oficios de Vitoria. 
Posteriormente se trasladó a Madrid, donde se formó como discípulo en el taller de Mariano Benlliure (marido de la jarrera Lucrecia Arana) del año 1912 a 1918, con quien mantuvo contacto epistolar posteriormente. Tras su periodo madrileño se trasladó a Haro donde vivió y trabajó como escultor y constructor hasta su fallecimiento.
Fue profesor de enseñanzas artísticas en la "Cultural Harense", Escuela de Trabajo de Haro. Entre sus alumnos destacan  el pintor José María Tubía Rosales, el escultor Antonio Bueno Bueno y el pintor, grabador y ceramista José Manuel Rodríguez Arnáez.

## Obra
Su obra principal compuesta por gran cantidad de monumentos y conjuntos funerarios se encuentra realizada en el cementerio municipal de Haro, junto con algunos encargos puntuales en los cementerios de la zona como Ezcaray, Miranda de Ebro y Zarratón.
Destacables son los cuatro leones acuíferos de la plaza de la Paz de Haro en su primera ubicación y la fuente de los niños en el actual Parque Escultor Manuel Anzuela dedicado a su figura desde 1998 en Haro.
También en La Rioja destacan La Inmaculada localizada en la plaza de la Inmaculada Concepción de Logroño, antigua barriada de Martín Ballesteros y una estatua del Sagrado Corazón en Santurde de Rioja.
Existen, a su vez, diversas obras de modelado en barro y vaciado en escayola y otras esculpidas en mármol, el busto de Mi padre, que fueron realizadas para diferentes exposiciones.

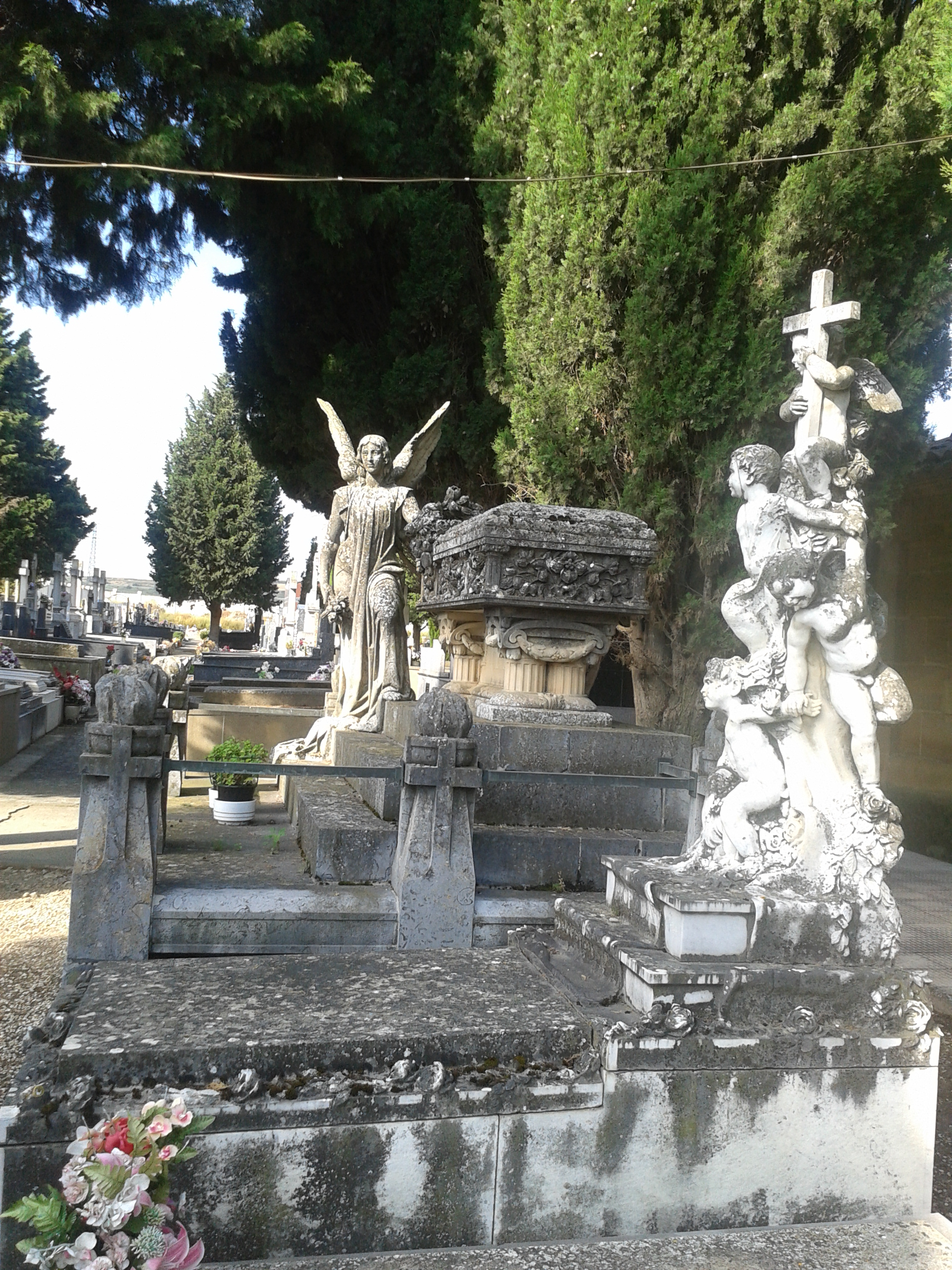
Cementerio de Haro.

Respecto a su faceta como constructor reseñar la casa de la calle San Martín número 2 del casco viejo jarrero y el antiguo cuartel de la Guardia Civil en la calle la Vega actualmente desaparecido.